# Мнацаканян, Александр Дереникович
Мнацаканян, Александр Дереникович (арм. Ալեքսանդր Մնացականյան; 3 сентября 1936, Ереван — 8 января 2013, Санкт-Петербург) — советский композитор армянского происхождения, педагог.

## Биография
Александр Мнацаканян родился 3 сентября 1936 года в Ереване. Окончил Ереванскую школу им. П. И. Чайковского по классу скрипки.
В 1961 году окончил Ленинградскую государственную консерваторию им. Н. А. Римского-Корсакова по классу композиции профессора О. А. Евлахова и оркестровый факультет — по специальности скрипка (классы профессоров Ю. И. Эйдлина, Б. Л. Гутникова), в 1964 — там же аспирантуру (руководитель Д. Д. Шостакович).
С 1965 года преподаватель Ленинградской консерватории (с 1973 — декан теоретико-композиторского факультета), заведующий кафедрой специальной композиции и импровизации (1992), профессор (1988).
Умер 8 января 2013 года в Санкт-Петербурге. Похоронен на Смоленском кладбище города.

## Награды
- Заслуженный деятель искусств РСФСР (1984)[1]
- Орден Дружбы (2005)[1]
- Лауреат премии имени Д. Д. Шостаковича

## Основные сочинения

### Симфонические и камерные сочинения
- 1954 — Поэма для скрипки и фортепиано;
- 1955 — Сюита для 2 скрипок, альта и виолончели;
- 1955 — Две прелюдии для фортепиано;
- 1955 — Анданте для струного оркестра;
- 1956 — Вариации;
- 1957 — Сюита;
- 1958 — Квартет;
- Квартет № 2;
- Соната для флейты и фортепиано;
- «Строфы» для кларнета solo;
- 1961 — поэма для оркестра «Памяти Камо»;
- 1962 — Пассакалья для органа;
- 1963 — Симфония № 1 (2-я ред. 1966);
- 1964 — Симфония № 2 (2-я ред. 1968);
- 1971 — Симфония № 3 для струного камерного ансамбля;
- 2005 — «Контрасты» на темы Д. Шостаковича;
- хоры на сл. О. Туманяна и др.;
- песни на сл. Я. Голякова, Ю. Димитрина и др.; музыка к фильмам, в том числе «Два билета на дневной сеанс», «Чёрные сухари», «Круг», «Докер», «Сержант милиции» (три серии), «Память» (три серии).

### Музыка для кино
- 1966 — «Два билета на дневной сеанс»[1]
- 1971 — «Чёрные сухари»[1]
- 1972 — «Круг»[1]
- 1973 — «Докер»[1]
- 1974 — «Сержант милиции» (ТВ)[1]
- 1975 — «Память»
- 1976 — «Меня это не касается…»
- 1977 — «Первые радости» (ТВ)[1]
- 1977 — «Знак вечности»
- 1978 — «Артём» (ТВ)
- 1979 — «Необыкновенное лето» (ТВ)[1]
- 1981 — «Снег на зелёном поле»
- 1982 — «Людмила»
- 1982 — «Шапка Мономаха»
- 1983 — «Эхо дальнего взрыва»
- 1984 — «Жил-был доктор»[1]
- 1985 — «Снегурочку вызывали?» (ТВ)[1]